# União das Freguesias de Ferreira do Alentejo e Canhestros
União das Freguesias de Ferreira do Alentejo e Canhestros, kürzer Ferreira do Alentejo e Canhestros ist eine Gemeinde (Freguesia) in der portugiesischen Region Alentejo. Sie gehört zum Landkreis (Concelho) von Ferreira do Alentejo, im Distrikt Beja.
Auf einer Fläche von 295,66 km² leben hier 5.140 Einwohner (Zahlen nach Stand vom 30. Juni 2011).
Die Gemeinde entstand am 29. September 2013 im Zuge der administrativen Neuordnung in Portugal aus dem Zusammenschluss der Stadtgemeinde von Ferreira do Alentejo und der Gemeinde Canhestros. Sitz wurde Ferreira do Alentejo.